# Filip Zoričić
Filip Zoričić (Split, 28. svibnja 1982.), hrvatski političar, nastavnik hrvatskoga jezika,  književnosti i povijesti te gradonačelnik Pule u mandatu od 2021. do 2025. godine.

## Biografija
Zoričić je osnovnu školu završio u rodnom Splitu, a potom i srednju nadbiskupijsku klasičnu gimnaziju don Frane Bulić Split, kao sjemeništarac. Diplomirao je 2005. godine na Filozofskom fakultetu u Puli, tada pod Sveučilištem u Rijeci, a u siječnju 2021. doktorirao na Filozofskom fakultetu u Splitu temom "Vlado Gotovac: ideje i život". Od 2006. do 2018. radio je kao profesor povijesti i hrvatskog jezika i književnosti u pulskoj gimnaziji, a u lipnju 2018. je izabran za ravnatelja iste ustanove. Redovito je, kao znanstvenik i kao voditelj i član nevladinih organizacija, radio na promociji znanosti i kulture u Puli i u širem hrvatskom kontekstu.
U dva navrata (2016. – 2020., 2020. – 2021.) bio je nezavisni vijećnik mjesnog odbora Stari Grad Pula. Na lokalnim izborima 2021. godine, u drugom krugu izbora 30. svibnja pobijedio je kandidatkinju IDS-a Elenu Puh Belci i kao nezavisni kandidat postao gradonačelnik grada Pule. Na lokalnim izborima 2025. godine u izborima za gradonačelnika pobijedio ga je Peđa Grbin.

## Osobni život
Filip je trenirao nogomet u Hajduku i HNK Mosoru, te istovremeno, jedno vrijeme, plesao folklor u KUD Jedinstvo i košarku u KK Dalvin. Pjevao je i u klapama u vrijeme studija. Zoričić je od 2005. u braku te ima sina i kćer.[nedostaje izvor]

## Djela
- Vlado Gotovac – Prva politička biografija, Despot infinitus, Zagreb, 2022.

## Vanjske poveznice
- Službeni YouTube kanal Filipa Zoričića
- Službena stranica Nezavisne liste Filipa Zoričića  Arhivirana inačica izvorne stranice od 5. studenoga 2021. (Wayback Machine)

| političke službe         | političke službe           | političke službe      |
| ------------------------ | -------------------------- | --------------------- |
| prethodnik Boris Miletić | gradonačelnik Pule 2021. – | nasljednik Peđa Grbin |